# Telamona celsa
Telamona celsa är en insektsart som beskrevs av Goding. Telamona celsa ingår i släktet Telamona och familjen hornstritar. Inga underarter finns listade i Catalogue of Life.